# 北陸の有価証券報告書提出会社一覧
北陸の有価証券報告書提出会社一覧（ほくりくのゆうかしょうけんほうこくしょていしゅつがいしゃいちらん）は、北陸財務局に有価証券報告書を提出している企業の一覧である。
上場している企業については記述しない。Eではじまるコードは、EDINETコードである。
- 金沢名鉄丸越百貨店 - E03031、石川県金沢市、決算月：2月
- のと鉄道 - E04142、石川県穴水町、決算月：3月
- 北陸観光開発 - E04618、石川県加賀市、決算月：9月
- 北陸鉄道 - E04130、石川県金沢市、決算月：3月
- 北陸放送 - E04386、石川県金沢市、決算月：3月
- 魚津観光開発 - E04670、富山県魚津市、決算月：12月
- 北日本放送 - E04395、富山県富山市、決算月：3月
- 金太郎温泉 - E04685、富山県魚津市、決算月：5月
- 呉羽観光 - E04648、富山県富山市、決算月：9月
- 廣貫堂 - E00959、富山県富山市、決算月：3月
- ゴールドウイン開発 - E04742、富山県小矢部市、決算月：3月
- 佐藤鉄工 - E01460、富山県立山町、決算月：3月
- 立山黒部貫光 - E04196、富山県富山市、決算月：3月
- 富山ゴルフ - E04668、富山県富山市、決算月：1月
- 富山地方鉄道 - E04128、富山県富山市、決算月：3月
- ニューリアルプロパティ - E04022、福井県福井市、決算月：3月
- 福井県観光開発 - E04612、福井県あわら市、決算月：3月
- 福井鉄道 - E04127、福井県越前市、決算月：3月
- 福邦銀行 - E03647、福井県福井市、決算月：3月